# El Dontzhí
El Dontzhí es una localidad de México perteneciente al municipio de Chilcuautla en el estado de Hidalgo.

## Geografía
A la localidad le corresponden las coordenadas geográficas 20° 20’ 13.55” de latitud norte y 99° 14’ 16.138” de longitud oeste, con una altitud de 1864 m s. n. m. Cuenta con un clima semiseco templado.
En cuanto a fisiografía se encuentra dentro de las provincia del Eje Neovolcánico, dentro de la subprovincia de Llanuras y sierras de Querétaro e Hidalgo; su terreno es de meseta. En lo que respecta a la hidrografía se encuentra posicionado en la región del río Panuco, dentro de la cuenca del río Moctezuma, en la subcuenca del río Tula.

## Demografía
En 2020 registró una población de 607 personas, lo que corresponde al 3.21 % de la población municipal. De los cuales 283 son hombres y 324 son mujeres. Tiene 173 viviendas particulares habitadas.
| Gráfica de evolución demográfica de El Dontzhí entre 1960 y 2020                             |
|                                                                                              |
| Población de los censos y conteos del Instituto Nacional de Estadística y Geografía (INEGI). |

## Economía
La localidad tiene un grado de marginación medio y un grado de rezago social muy bajo.